# Juan Luis Guerra

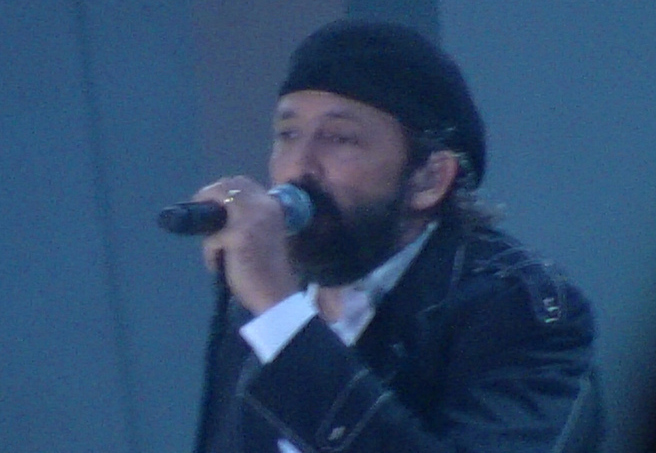
Juan Luis Guerra, 2009

Juan Luis Guerra, född 7 juni 1957 i Santo Domingo, Dominikanska republiken, är en musiker, sångare och låtskrivare. Han vann tre Latin Grammy Awards år 2010.

## Diskografi

### Studioalbum
- 1984: Soplando
- 1985: Mudanza y acarreo
- 1987: Mientras Más Lo Pienso...Tú
- 1990: Ojalá que llueva café
- 1991: Bachata rosa
- 1992: Areíto
- 1994: Fogaraté
- 1998: Ni es lo mismo ni es igual
- 2004: Para ti
- 2007: La Llave De Mi Corazón
- 2010: A Son De Guerra

## Utmärkelser
- Grammy Award för bästa tropiska latinoalbum, för Bachata rosa,  1992
- Latin Grammy Award för bästa tropiska sång, för El Niágara en Bicicleta,  2000
- Latin Grammy Award för bästa merengue/bachata-album, för Ni es lo mismo ni es igual,  2000
- International Latin Music Hall of Fame,  2003
- Billboard Spirit of Hope Award,  2005
- Latin Grammy Award för bästa tropiska sång,  2005
- Latin Grammy Award för årets sång, för La llave de mi corazón,  2007
- Latin Grammy Award för bästa merengue/bachata-album, för La llave de mi corazón,  2007
- Lo Nuestro Excellence Award,  2007
- Latin Grammy Award för årets album, för La llave de mi corazón,  2007
- Latin Grammy Award för årets skiva, för La llave de mi corazón,  2007
- Persona del Año de La Academia Latina de la Grabación,  2007
- Latin Grammy Award för bästa tropiska sång, för La llave de mi corazón,  2007
- Latin Grammy Award för bästa tropiska sång, för Bachata en Fukuoka,  2010
- Latin Grammy Award för årets album, för Asondeguerra,  2010
- Latin Grammy Award för årets album, för Juanes MTV Unplugged, med  Juanes,  2012
- Latin Grammy Award för bästa tropiska sång, för Tus Besos,  2015
- Latin Grammy Award för årets album, för Todo tiene su hora,  2015
- Latin Grammy Award för bästa tropiska sång, med  Víctor Manuelle,  2018
- Billboard Latin Music Lifetime Achievement Award,  2019
- Latin Grammy Award för bästa arrangemang,  2021[4]
- Latin Grammy Award för bästa långa musikvideo,  2021[4]
- Latin Grammy Award för bästa traditionella popsångalbum,  2021[4]
- Latin Grammy Award för bästa merengue/bachata-album, för Entre Mar y Palmeras,  2022[5]
- Latin Grammy Award för bästa merengue/bachata-album, för Radio Güira,  2024
- Latin Grammy Award för bästa tropiska sång, för Mambo 23,  2024
- Latin Grammy Award för årets skiva, för Mambo 23,  2024
- Latin Grammy Award för årets album, för Radio Güira,  2024
- Kristoffer Columbus' orden

[Redigera Wikidata]